# Соколов, Николай Петрович (дирижёр)
Николай Петрович Соколов (род. 29 марта 1966, Донецк) — российский дирижёр, музыкальный педагог. Заслуженный артист Российской Федерации(2009), художественный руководитель и главный дирижер камерного оркестра «Московская камерата».

## Биография
Окончил Херсонское государственное музыкальное училище (1985), затем после военной службы по призыву в рядах Советской Армии (1985—1986) —
Военно-дирижерский факультет при Московской государственной дважды ордена Ленина консерватории имени П. И. Чайковского (класс преп. Засл. арт. Украины А. Уманца) (1991)
и аспирантуру Уральской государственной консерватории (оперно-симфоническое дирижирование, класс профессора Е. В. Колобова, 1999—2002. В 2016 году окончил магистратуру Российской академии народного хозяйства и государственной службы при Президенте РФ по направлению «Социология».

## Творчество
1991—1993 гг. — военный дирижер (Уральский военный округ).
1993—2002 гг. — военный дирижер оркестра Тюменского высшего военно- инженерного командного училища имени маршала инженерных войск А. И. Прошлякова и дирижер Губернаторского симфонического оркестра Тюменской области.
Губернаторский симфонический оркестр Тюменской области в 1999 году завоевал звание лауреата на Международном фестивале симфонических и духовых оркестров в Лионе (Франция).
Обладатель областной премии имени В. И. Муравленко в области культуры и искусства за музыкальную постановку «Спасибо тебе, ветеран», посвященную 55-летию Победы в Великой Отечественной войне (г. Тюмень, 2000 г.)

В 2002−2014 г. начальник оркестра — военный дирижер симфонического Центрального военного оркестра Министерства обороны РФ. Воинское звание — подполковник. Вместе с этим коллективом готовил концертные
программы с участием М. Гулегиной, Х. Каррераса, М. Казакова, А. Зайченко, С. Шиловой, В. Ковтуна, Р. Ибрагимова, Т. Гвердцители и др. Сотрудничает с композиторами А. Пахмутовой, А. Морозовым и др..
Участвовал в подготовке и дирижировал на юбилейных вечерах современных композиторов Е. Ботярова, Р. Леденева, Г. Сальникова, К. Хачатуряна на сцене Большого зала Московской консерватории, О. Эйгеса на сцене концертного зала РАМ им. Гнесиных. В декабре 2005 года дирижировал первой постановкой оперы Е. Ботярова «Леснянка и Апрель» в Большом зале Московской консерватории.
Участвовал вместе с оркестром в традиционных Пасхальном фестивале, Рождественском фестивале искусств, Фестивале современной музыки «Московская осень», Сезоне концертов «Музыкальная галерея» и др.
С 2004 года Николай Соколов работает в театре Новая Опера. Он является музыкальным руководителем и дирижером детского оперного спектакля «Кошкин дом» П. П. Вальдгардта, гала-концерта «Вальсы, танго, фокстроты». Участвовал в постановках опер «Руслан и Людмила» М. И. Глинки, «Волшебная флейта» В. А. Моцарта, «Набукко» Дж. Верди. Дирижирует концертными программами.
С 2010 года — приглашенный дирижер «Международного центра искусств Русского симфонического оркестра им. С. С. Прокофьева».
C 2012 года является главным дирижёром камерного оркестра «Московская камерата», с 2017 года — художественным руководителем оркестра «Московская камерата»
Принимает участие в общественно-политических и культурных мероприятиях Москвы на сценах Государственного Кремлёвского Дворца, Московского международного дома музыки, Большого зала Московской консерватории, Государственного концертного зала им. П. И. Чайковского, театра Советской Армии, зале Дома композиторов и др.
Дирижирует произведениями классиков и современных композиторов — В.Агафонникова, Б.Диева, В.Кикты, А.Николаева, А.Самонова, В.Халилова, Т.Чудовой и др.
Гастролировал в Китае, КНДР, США и Франции.

## Педагогическая деятельность
С 2015 года преподает в Академии им. Гнесиных на кафедре оркестрового дирижирования для исполнительских специальностей и на кафедре национальных инструментов народов России, является дирижером учебного оркестра национальных инструментов народов России, доцент. Является автором-составителем Хрестоматии по дирижированию оркестром русских народных инструментов (2017)

## Награды
- Медаль За отличие в военной службе 1 степени
- Медаль За отличие в военной службе 2 степени
- Медаль За отличие в военной службе 3 степени
- Заслуженный артист Российской Федерации (2009)
- Благодарность Президента Российской Федерации (31 июля 2025) — за вклад в развитие отечественной культуры и искусства, многолетнюю плодотворную деятельность[15]
- Областная премия имени В. И. Муравленко в области культуры и искусства за 2000 год
- Юбилейная медаль «80 лет Москонцерту»
- Юбилейная медаль «85 лет Москонцерту»
- Медаль «60 лет Тюменскому высшему военно-инженерному командному училищу имени маршала инженерных войск А. И. Прошлякова»
- Медаль «За вклад в развитие музыкального искусства»
- Юбилейная медаль «50 лет Московскому городскому профсоюзу работников культуры»
- Медаль «Наше наследие» имени Георгия Васильевича Свиридова
- Знак отличия 100 лет маршу «Прощание славянки»
- Медаль «90 лет со дня рождения В. И. Муравленко»
- Лауреат Международного фестиваля симфонических и духовых оркестров в Лионе (Франция)
- Почетная грамота Департамента культуры Москвы за вклад в развитие культуры города
- Грамота Московского Патриархата за вклад в развитие православной национальной музыкальной культуры и искусства России